# Nó

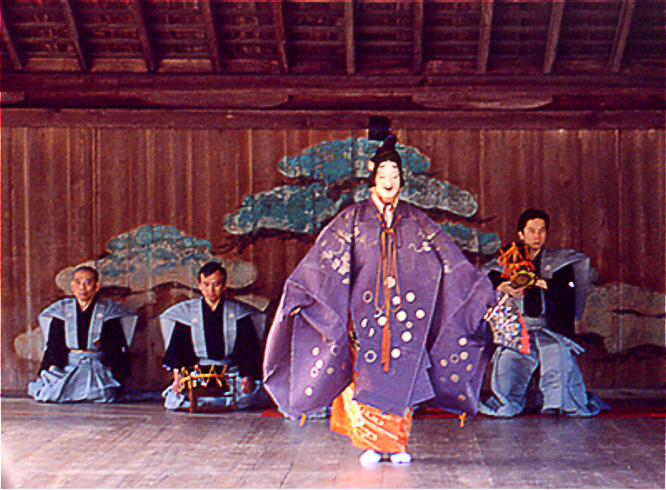
Nóelőadás a mijadzsimai Icukusima-szentélyben

A nó (Hepburn-átírással: nō, japánul: 能, jelentése: ügyesség, képesség) az ősi japán színház négy fő műfaja közül az egyik. Sok más rituális tánccal együtt a Kamakura-kor (1185-1333) végén és a Muromacsi-kor (1336-1573) elején jött létre. A sógunátus és a magas rangú nemesek pártfogása alatt a nót befolyásolták a Muromacsi-korban népszerű művészetek, többek között a zen is. A nó megalapítója, Zeami az egyik legfontosabb alakja a japán színház történetének. Gyűjteménye, a Fúsi Kaden, mely értekezéseket tartalmaz a nóról, mintegy 200 évvel William Shakespeare színházi debütálása előtt jelent meg. Az értekezések a mai napig befolyásolják a japánok életét, a legváratlanabb módokon. A nó egyik jellegzetessége az, hogy egyszerű, ellentétben a kabukival vagy a modern színházzal, ugyanis a színpad nem áll nagy díszletelemekből és nem használnak sok kelléket sem.

## Története

### A Szangakutól a Szarugakuig
A Nara-korban (710-794), a szórakoztatás egy népszerű formáját, a szangakut, Kínából Japánba importálták.
Ez vezetett a szarugaku fejlődéséhez, mely tartalmazta a pantomim, az akrobatika, a varázslat és a gagaku (egy ünnepélyesebb formája a táncnak és zenének) elemeit. Míg a gagakut a nemeseknek adták elő fesztiválokon, ceremóniákon, addig a szangaku (vagy szarugaku, ahogy később nevezték) elterjedt Japánban, szentélyekben és az út szélén játszották a darabokat.
Ahogy telt az idő, és a szangaku átesett sokfajta változáson, megkapta a nó és a kjógen jellegzetességeit, és szarugaku néven lett ismert. A Heian és Kamakura-kortól az a Edo-korig a nó-t “szarugaku”-nak, vagy “szarugaku nó”-nak hívták.

### Szarugaku Nó és Dengaku Nó
Nem biztos, mikor használták először a nó kifejezést, de régen valószínűleg minden előadásra ez volt a szavuk. A Nambokucso-kortól egészen a Muromacsi-korig a nó-t két osztályba sorolták, a szarugaku nó-ba és dengaku nó-ba. A szarugaku nó-ban főként utánzó mozdulatokat használtak, míg a dengaku nó-ban több, kapcsolódó szimbolikus mozgást végeztek.
Míg a dengaku nó-t elfogadta a nemesség és főleg a fővárosban játszották, addig a szarugaku nó-t csak Omiban, Tanbában, Iszében és a fővárost körülvevő területeken tett szert népszerűségre.

### Jamato négy csoportja és a Tacsiai nó
Ebben az időben a szarugaku és a dengaku is csoportokat alakított, a szarugaku-zat és dengaku-zat. Minden csoportnak volt egy vezetője, aki az előadások fő támogatója volt.
Yamatóban négy erős csoportról tudunk: Yuszaki-za, Szakado-za, Tobi-za és Enmai-za. Ez a négy csoport lett a legidősebb nó iskola, amiket ma Kongó, Kanze, Hóso és Kompura-ként ismerünk.
Minden csoport szándéka az volt, hogy a legjobbak legyenek a fővárosban. Ez okból gyűltek össze egy színművészeti versenyen, a Tacsiai nó-n. Mindig a nyertesnek volt a legnagyobb befolyása a művészetek fejlesztésében. Vélhetően ez az egyik oka annak, hogy Zeami megírta az értekezését, a Fūshi Kaden-t.

### Zeami bemutatkozása
A Yuzaki-za alapítója, Kanami, hozzáillesztett a nó-hoz egy kuszemai nevű táncot a szarugakuból. Ő volt az első aki ezt megtette, és így mutatta be a színdarabokat. Ilyen többek között a Szotoba Komacsi és a Dzsinen Kodzsi.
Kanami fia, Zeami, megörökölte apjától a nó-t és tökéletesítette az. A Muromacsi-korban a sógunok, Asikaga Josimicu és Nidzso Motoe, támogatásával, Zeaminak lehetősége volt fejleszteni művészetét, technikákat kölcsönvéve riválisaitól. Ekkor alkotta meg a Jugen (titokzatos szépség) fogalmát, valamint egyik mesterművét az Izucut, ami csak egy a több mint 50 Zeami nevéhez fűződő műnek. Ezeket a darabokat a mai napig változatlanul játsszák.
Zeami halálát követően a társulatot unokaöccse Onami és veje, Kompura Zencsiku vette át.Ők folytatták színház fejlesztését, még akkor is, mikor az Ónin-háború elpusztította a fővárost. A háború alatt is fontos szerepet töltött be a nó, főként a parancsnokok életében. Közülük is Tojotomi Hidejosi, Japán egyik nagy egyesítője, mutatott érdeklődést a nó iránt. Együtt tanult Kompura Tajúval és megbízott embereket, hogy készítsenek róla nó műveket.

### Az új és modern nó
A nó a Tokugava-sógunátus védelme és támogatása alatt folytatódott tovább. A második sógun, Tokugava Hidetada törvénybe iktatta, hogy a sógunátus hivatalos művészeti formái a nó és a kjógen, valamint, hogy a négy Jamatói szarugaku csoport és az újonnan alakult Kita csoport legyenek a hivatalosan elismert társulatok. Ezután a nó helyzete megszilárdult a társadalomban, és egyre nagyon népszerűségnek örvendett a nemesek és a közemberek körében is. A mai napig finomodik, de a nagy elmék a középkorban elvesztek.
A Tokugava-sógunátus bukása után a nó is veszélybe került. A Meiji-korban (1868-1912) létrejött egy új kormány és ipari rendszer Japánban, valamint vissza akartak térni az átlagos emberek szórakoztatásához.
A nó is keresztülment egyfajta változáson az iemoto rendszer segítségével. Összevonta a nó-t a kjógennel, ebből jött létre a nógaku, és épületekbe hozta a nó színpadot.
A közelmúltban az utai (ének) és simai (rövid tánc) nó indult terjedésnek.

## A nó összetétele

### A mai nó és a mugen nó
Sok mű a Muromacsi-kor híres történeteiből, a Heike monogatariból és a Kondzsaku Monogatariból készült. Ezen belül a nó-t két részre oszthatjuk, a genzai nó-ra (jelen kori) és mugen nó-ra (meseszerű). A genzai nó olyan történeteket mutat be, amik a jelenben történnek. A mugen nó sokkal komplikáltabb, álmok és látomások teszik meseszerűbbé a sztorit. Ugyanakkor minden fajtának van egy rendszer a felépítésében, amit ha egyszer megtanulunk, könnyebbé teheti a színdarabok megértését.

#### A mugen nó felépítése
Egy utazó meglátogat egy helyet, ahol találkozik egy helyivel.
↓
A helyi ember elmesél egy ott történt esetet.
↓
Végül a helyi azt mondja, "Én vagyok az ember, akivel ez történt", majd eltűnik.
Ez a vége az első résznek, az úgynevezett maebának. Ezen a ponton a főszereplő (site) a függöny mögé megy, a színpadon pedig elkezdődik az intervallum (naka iri).
A naka iri után a site ismét felmegy a színpadra, hogy elkezdődjön a második rész, a nocsiba.
↓
Az első részből ismert helyi ember szelleme feltűnik az utazó álmában és tánccal valamilyen formában újraalkotja az eseményt, amit elmesélt. Azután az utazó felébred.
Ezek ismeretében bizonyára máris könnyebb megértenünk egy nó darabot.

#### Az élő ember megjelenése, a genzai nó fejlődése
A mugen nó-ban a site (főszereplő) egy szellem vagy bosszúálló lélek, vagy más túlvilági karakter. A genzai nó-ban a site egy élő embert ábrázol, akinek a története alakul a jelenben, ahelyett, hogy újraélné a múltat.
Példák olyan genzai nó-ra, ahol anyák keresik gyermeküket: Szumidagava, Mídera, Szakuragava. A Funbenkei példa az olyan genzai nó-ra, amiben a híres Josicune tábornok elmenekül Japán nyugati tartományaiból.

### Szerepek a nó-ban
A nó főszereplőjét sitének hívják. A karakterek, amiket a site eljátszhat többek között: istenek, harcos szellemek, női szellemek, őrült nők, élő férfiak és nők, túlvilági lények, pl.: tengu (hosszú orrú goblin), vagy sárkányok. A színdarab első felében a sitét maesitének hívjuk, a második felében pedig nocsositének. A mugen nó-ban a maesite és nocsosite akár teljesen különböző is lehet, de mindig ugyanaz a színész játssza.
A nó mondhatni site centrikus. A szerepe nem csak annyi, hogy eljátssza a főszerepet, de producere és rendezője is a darabnak.
Egy másik szerepfajta a vaki, ami az úgynevezett másodlagos szerep. Ez bizonyos tekintetben ugyanolyan fontos mint a főszerep, és szinte minden darabban van. A vaki többfajta szerepet játszhat, utazó papot, a site egykori ellenségét. Fontos tudni, hogy a mugen nó-ban a vaki csakis elő személyt játszhat. Legtöbbször ő segít megoldást találni a site problémájára.
Nem szokatlan a nó-ban, hogy csak egy site és vaki legyenek szereplők, és mellettük tacsikaták álljanak a színpadon. A tacsikaták szimbolizálják a többi szereplőt.
Ezenkívül néha kísérő karakterek a site vagy a vaki oldalán. Ezekben az esetekben site curénak vagy vaki curénak nevezzük őket.
A nó-ban gyerekszerepek is vannak. Ezeket kokatának hívjuk. A kokata nem feltétlen gyermek karaktert játszik, a lényeg, hogy az előadó maga gyerek.
A mugen nó-ban a maebát és nocsibát elválasztja a naka iri, amiben a vaki tanácsot kap egy helyi embertől, függetlenül az előtte történő találkozástól. Ebben az esetben a szerepet egy kjógen színész játssza, akit itt ai kjógennek vagy egyszerűen csak ai-nak nevezünk.

## Nó maszkok
A Nó egy olyan művészeti forma, amely sokféle maszkot használ. Eredetileg nagyjából 60 alaptípusa volt ezeknek a maszkoknak, de ma 200 körül van a használatban lévők száma.
Ezzel a maszkkal eltakarni az arcot olyan, mint sminket viselni. Azonban az előadók úgy érzik, hogy ezek a nó maszkok valami különös erővel ruházzák fel őket, vagy felerősítik a már meglévő tulajdonságaikat. A nó darab milyenségét figyelembe véve választja ki az előadó a megfelelő maszkot, más néven nó-ment, vagy omotét. Tehát a legtöbb esetben nem előre meghatározott a maszk típusa, azt a művész dönti el. A döntésében közre játszik a darab tartalma és a saját egyénisége együttesen.

### A maszkok eredete
Pontosan nem tudni, hogy a maszkok és a ma is használatos nevük mikor jött létre, de nagy valószínűséggel a Muromacsi-korszakban (1392-1573). Ezekben az időkben a maszkok még nem voltak teljesen kialakulva és erősen vallásos jellegűek voltak. A Muromachi-kor vége felé ez a vallásos jelleg kezdett eltűnni és több emberi tulajdonságot kaptak a maszkok. Az előadók egyre több figyelmet fordítottak a yugenre (titokzatos szépség) és ezért el akarták rejteni a saját arcuk hibáit és próbáltak erősíteni a nó szépségén.
A Muromacsi-kor vége és a modern kori művészet közötti időben a nó maszkok készítése egy örökletes művészeti ággá vált. Példák erre a Deme család Ecsizenből (napjainkban Fukui prefektúra) és az Iszeki család Ohmiból (napjainkban Siga prefektúra). A nó maszk készítő családok létrejötte után a nó maszkok stilizálásában számottevő előrelépés történt. Azonban még ma is sok független maszk készítő van a neves családok mellett. Vannak olyan nógaku előadók is, akik maguknak csinálják a maszkjukat, tehát a maszk készítő világ lényegében független egymástól.

### Nó maszk arckifejezések: Teru és Kumoru
Gyakran nehéz megmondani, hogy milyen érzelem tükröződik a maszkon, inkább azt mondják, hogy semleges. A készítő ruházza fel a maszkot érzelmekkel.
Az előadón múlik, hogy elő tudja-e csalni ezeket az érzelmeket a maszkból. Az egyik technika erre, hogy a maszkot egy kicsit felfelé, vagy lefelé dönti. A teraszuval (felfelé döntés) a maszk egy kicsit mosolygósabbnak, nevetősebbnek tűnik. Míg a kumoraszu (lefelé döntés) kifejezhet szomorúságot, sírást és hangsúlyosabbak lesznek a vonások. Alapvetően apró mozdulatokkal az előadó mindent ki tud fejezni.

### A maszk felvétele
A maszkok, ugyanúgy mint más jelmezek és kellékek nagyon értékes családi örökségek és generációról-generációra szállnak. A site miután felvette a ruhát, átmegy a kagami no ma-ba (tükörterem), ahol a tükör előtt felveszi a maszkot. A maszk felvételére a kaburu szó (ruhát felvenni) nem használható. Ehelyett a kakerut (akasztani), vagy a cukerut (csatolni) használják. Ily módon sejtetve, hogy az előadó eggyé válik a maszkkal, hogy jobban kifejezze a karakter érzéseit.
A valóságban a nó maszk nem fedi teljesen az előadó arcát. Tulajdonképpen úgy gondolják, hogy az a legjobb, ha az arc egy része az áll, vagy állkapocs kilátszanak.
Mivel a maszkon a szemnek hagyott rés nagyon apró, a színész látótere korlátozott. Következésképpen a színpad kialakítása idomul ehhez, az előadóművészt a hasira (pillérek) segíti a tájékozódásban a színpadon.

### Hitamen
Nem minden főszereplő visel maszkot a színpadon. Általában a site és cure viselnek és vannak olyan esetek, amikor az ai is visel. A vaki általában élő személyt játszik, ezért ő nem visel maszkot. Ezt hívják úgy, hogy hitamen, vagy "közvetlen maszk". Néhány genzai nó-ban a shite és a cure sem visel maszkot.

### A nó maszk típusai

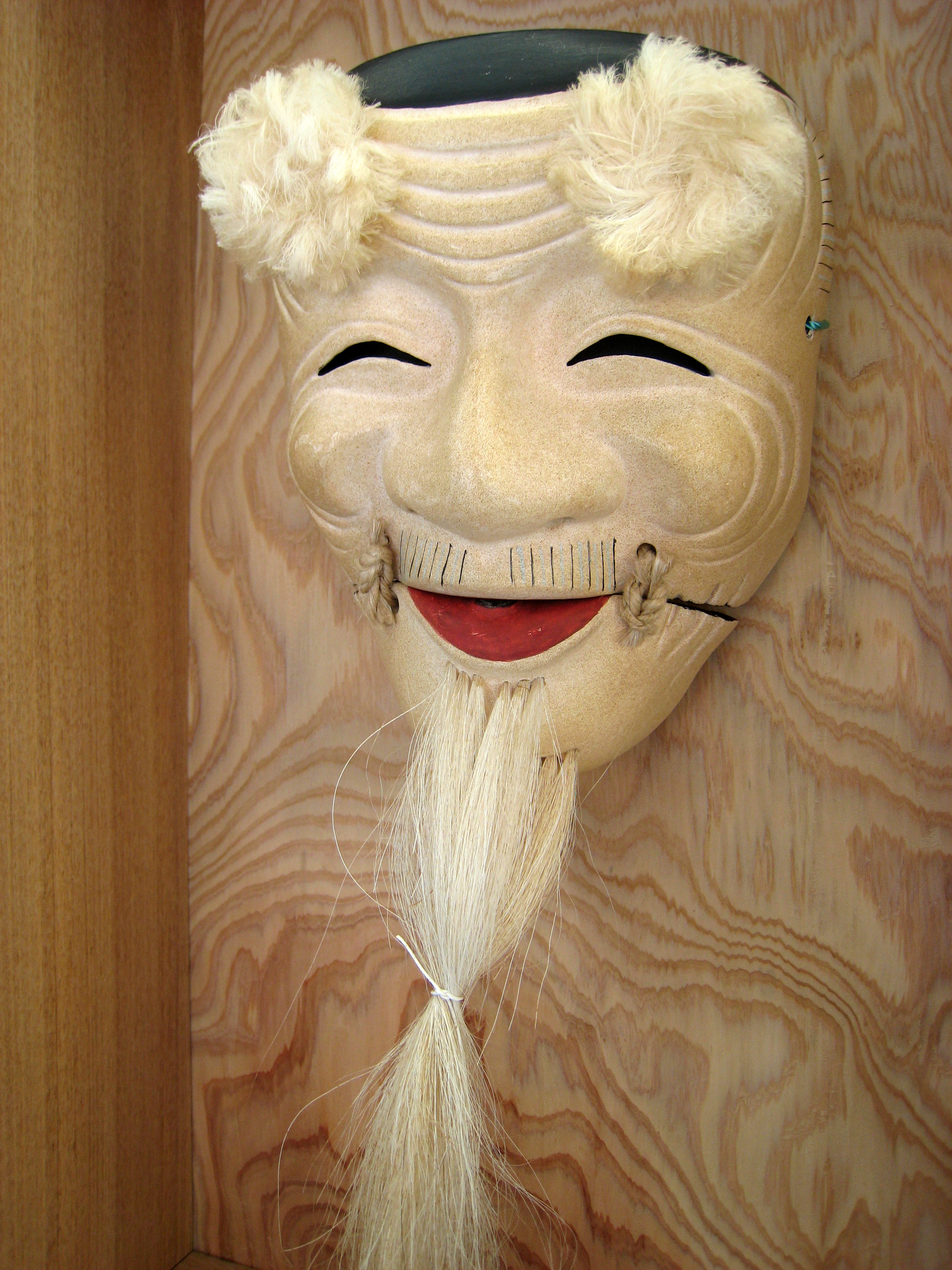
Okina maszk

#### Okina (öregember maszkok)
Ez a maszk a szarugaku-ból, a nó elődjéből származik a Heian-kor második feléből. Ez a maszkok legrégebbi típusa.
Az öregember maszkot csak különleges alkalmakkor használják, például az Okina című darabban, amit Új Évkor játszanak. Egyfajta rituális tárgy a klasszikus nó-ból, a szarugaku-ból.

#### Jó (idősebb személy)
Ezeket a maszkokat gyakran használják az első rész első felében, amikor a site egy szellemet személyesít meg.
Sok fajtája van, például a kojó, aszakurajó, szankojó és waraijó. Ezek megkülönböztethetők a hajuk alapján és általában a vezető színész viseli az első részben a waki-nó-ban (istenekről szóló darabok), vagy a sura-nó-ban (hősökről szóló történetek), ahol ők a megtestesült lelkek. 

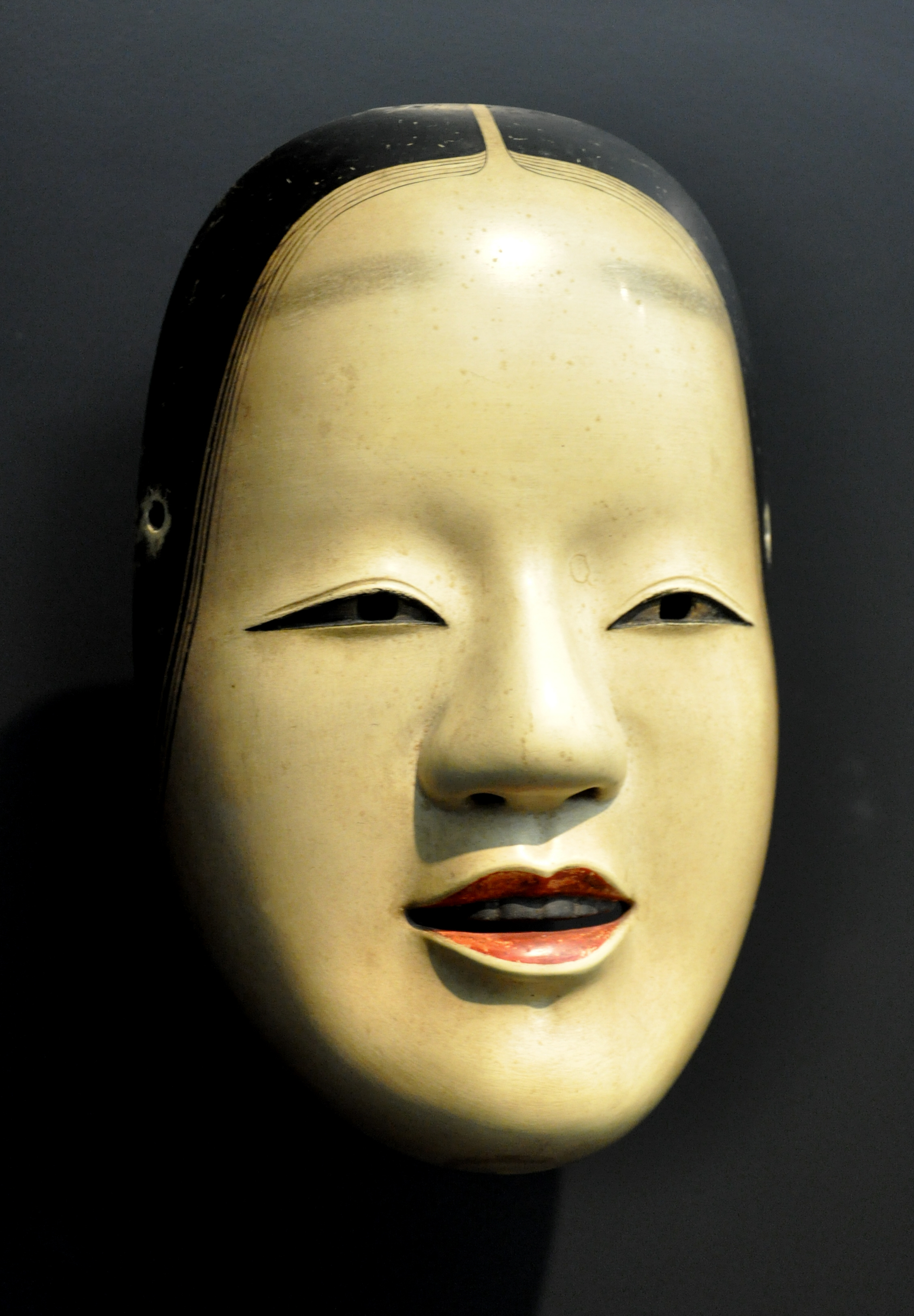
Zó-onna maszk

#### Onna-men (női maszkok)
A legtöbb ember, ha a nó-ra gondol, ezek a maszkok fognak az eszükbe jutni. A legváltozatosabb és legnépszerűbb maszkok. A karakter kora és tulajdonságai alapján vannak kategorizálva.
Példa a gyönyörű fiatal nőre a ko-omote, wakaonna, zó és magojiro. Az ómiona maszk szintén egy fiatal nőt ábrázol, de munkásosztály háttérrel. A fukai és shakumi maszkok érett, középkorú nőt mutatnak, eleganciában és kényelemben, ugyanakkor a shakumi erősebb karaktert jelenít meg. Deigan maszknak arany keretes a szeme, ami azt jelenti, hogy a karakter túlvilági. Öregasszonyt megjelenítő maszkok a rójo és uba.

#### Otoko-men (férfi maszkok)
Ebben a kategóriában példák a maszkokra: heida, hatacsi-amari, kasshiki és jasze-otoko, melyek társadalmi osztály és személyiség szerint vannak besorolva.

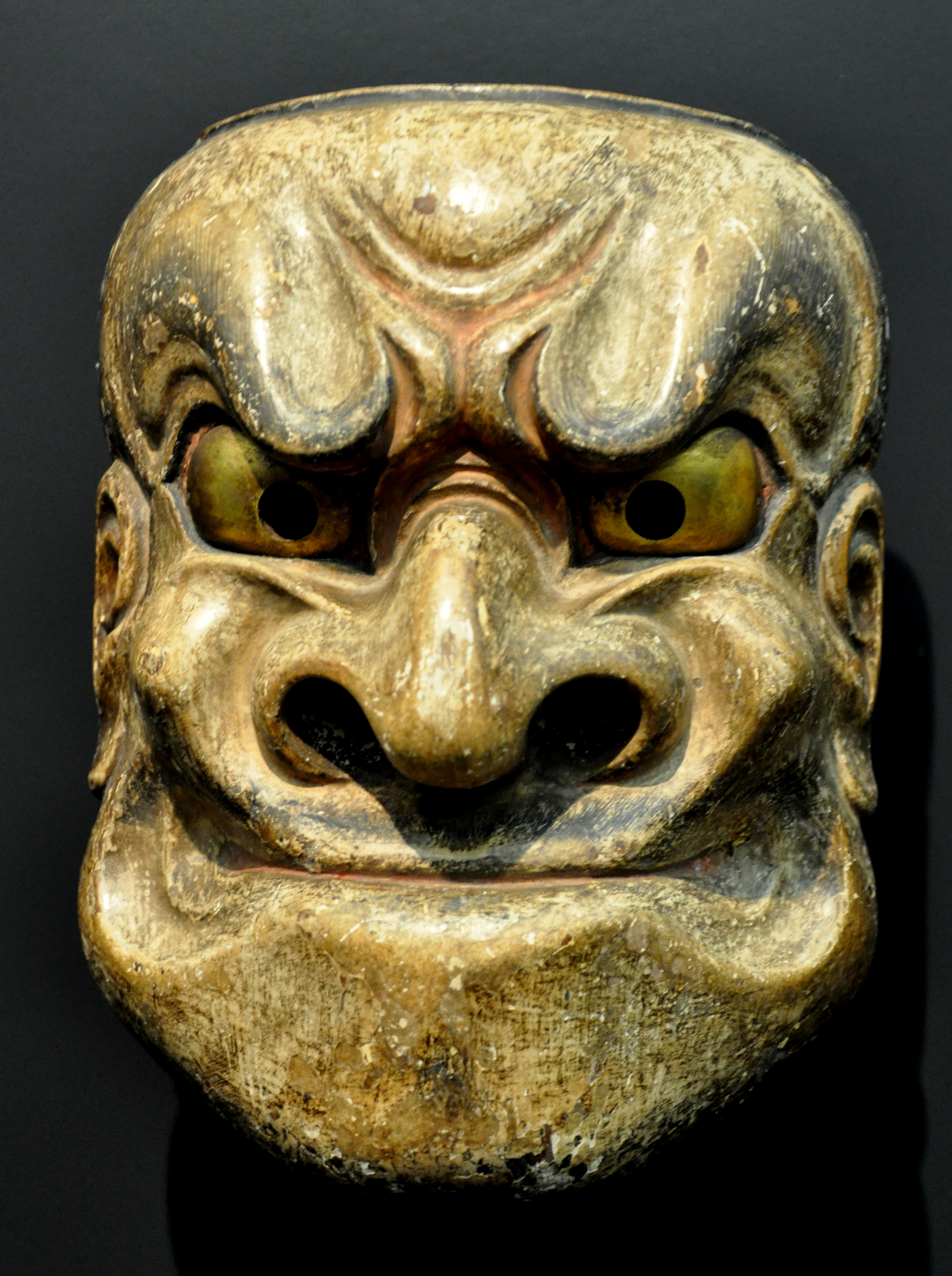
Beshimi maszk

#### Kishin (démon maszkok)
Ezek a maszkok a nó történetének elején alakultak ki és démonokat, goblinokat, vagy egyéb másvilági lényeket ábrázolnak. Ez a kategória két fő részből áll: az egyik a tobide (heves istenek, vagy démoni szellemek), másik a beshimi (goblinok és egyéb lények).

#### Onryó (szellemek és lelkek)
Ez az a típus, amely egy halott szellemének a megtestesülését ábrázolja. Ezeknek a szellemeknek általában valami megbánni valójuk van, vagy sajnálnak valamit. Ebben a kategóriában vannak férfi és női maszkok is. Például férfi maszk: ayakashi, yase-otoko, kavazu; női maszk: yamamba, deigan és a híres hannya maszkok.
angolul
- Tizenhárom nó dráma angol fordítása
- Kyogen: a klasszikus japán vidám színpad
- Virtuális valóság és virtuális mese: Nó művekről és az ikonokról
- Shigeharu Nagasawa nó maszkmester maszkjai
- Nó színpad
- Honlap a nó maszkok kifejezésiről